# Agat
Agat – wielobarwna odmiana chalcedonu o charakterystycznej, wstęgowej budowie.
Nazwa „agat” pochodzi prawdopodobnie od rzeki Dirillo (dawniej Achates) na Sycylii, gdzie minerał ten był wydobywany w czasach starożytnych.

## Właściwości
Kamień jest odmianą chalcedonu, dzieli więc z nim większość właściwości fizykochemicznych. Agaty cechuje budowa wstęgowa lub koncentryczna. Każda z poszczególnych stref jest budowana przez mikrokrystaliczny kwarc, którego kryształy zwrócone są prostopadle do powierzchni stref. Wstęgom barwę nadają domieszki – nawet w przypadku jednego okazu, poszczególne strefy mogą mieć różne barwy i odcienie.

## Występowanie
Agaty tworzą kuliste lub nieregularne nagromadzenia, które mogą osiągać obwody od kilku milimetrów do kilku metrów. Czasem wykształcają się także jako wypełnienie szczelin w skałach wulkanicznych. Wstęgi tworzą się w procesie cyklicznej krystalizacji – naukowcy spierają się na temat jej dokładnego przebiegu.
Jeśli wnętrze skały nie zostanie do końca wypełnione masą agatu, w środku mogą wykształcić się kryształy innych minerałów, np. innych odmian kwarcu, kalcytu, goethytu, anhydrytu czy barytu. Powstałą w ten sposób formację nazywa się druzą.
Na podstawie 28 okazów czas ukształtowania się kryształów agatu oszacowano na fanerozoik, ok. od 280 do 64,5 mln lat temu.
Bardziej znaczące złoża agatów znajdują się w Nadrenii-Palatynacie w Niemczech, na południu Brazylii i w północnym Urugwaju, w Queensland w Australii, w Chinach, Indiach, na Kaukazie, na Madagaskarze, w Meksyku, w Mongolii, w Namibii i w stanach Wyoming i Montana w Stanach Zjednoczonych.

## Odmiany
Wyróżnia się wiele odmian agatów, które różnią się od siebie barwą i wzorem wstęg, m.in.:
- a. oczkowy – o wzorze przypominającym oko
- a. wstęgowy – wstęgi mniej więcej tej samej grubości, równoległe względem zewnętrznej ściany kamienia
- enhydros – z inkluzjami wody
- ognisty – zawierający limonit, z charakterystyczną grą barw przypominającą opalizację

## Zastosowanie
Stanowi kamień do biżuterii oraz materiał, z którego wyrabia się rękodzieło. Ze względu na swoje właściwości jest stosowany także w technice.

## Galeria

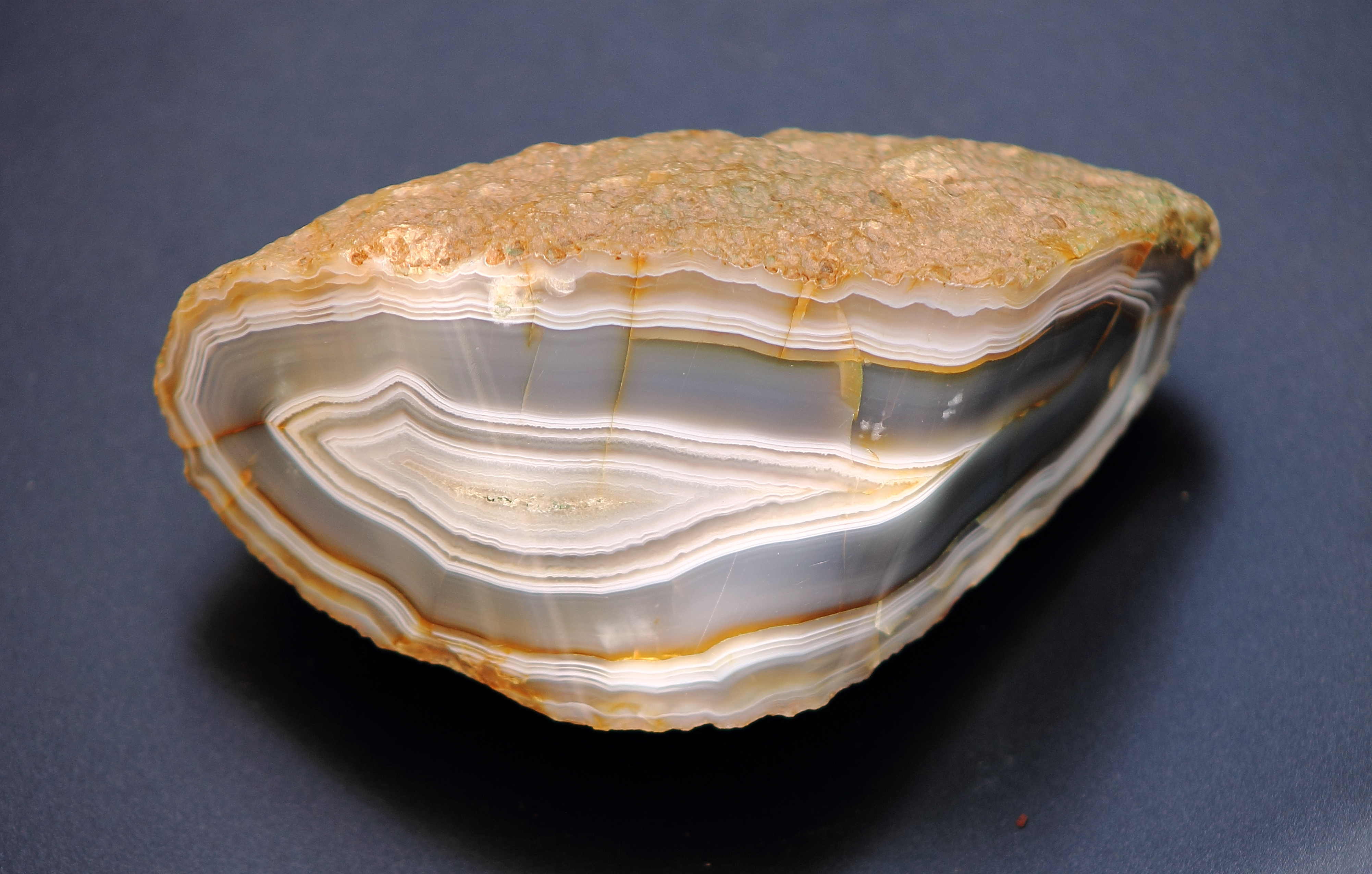
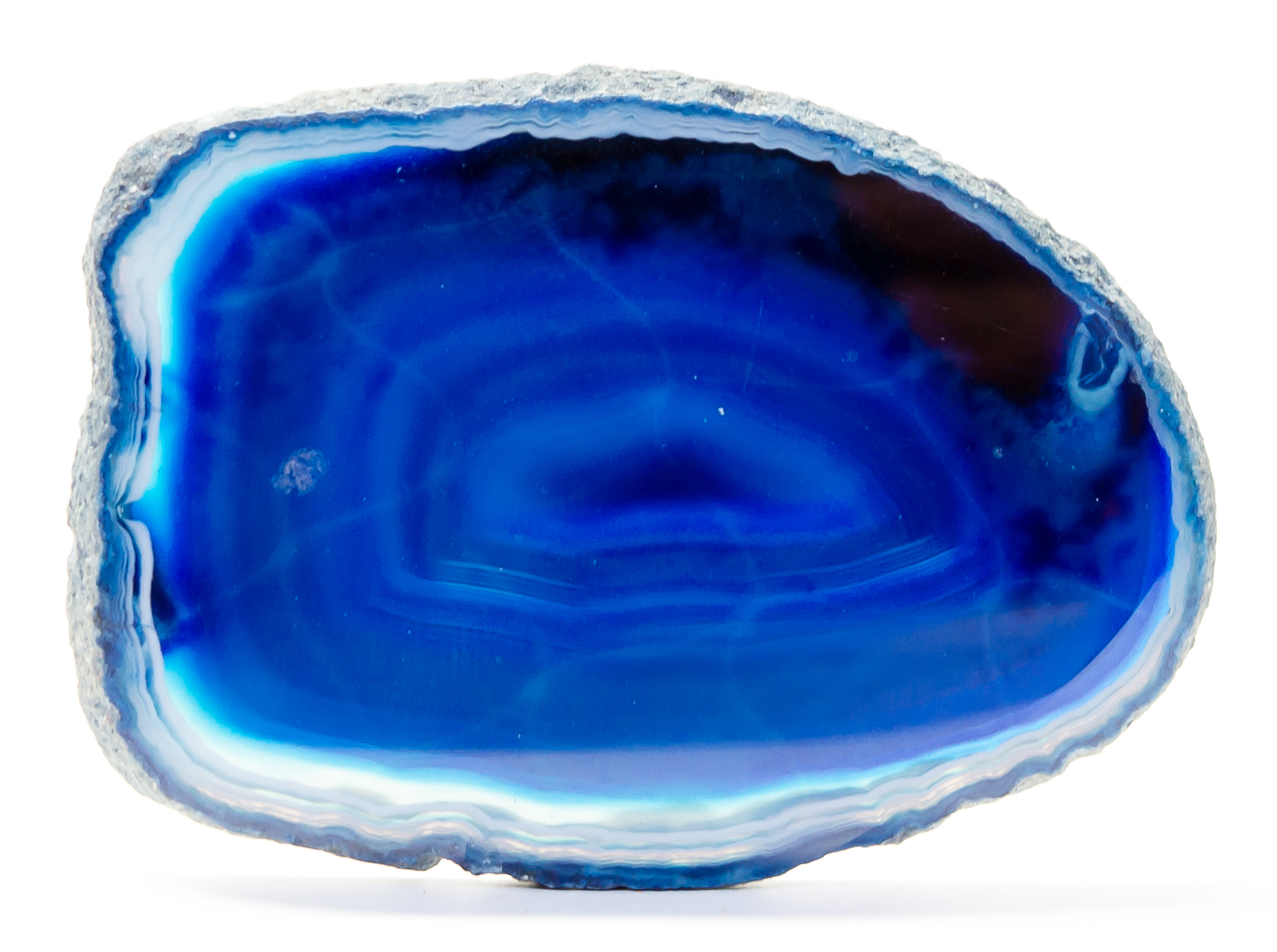
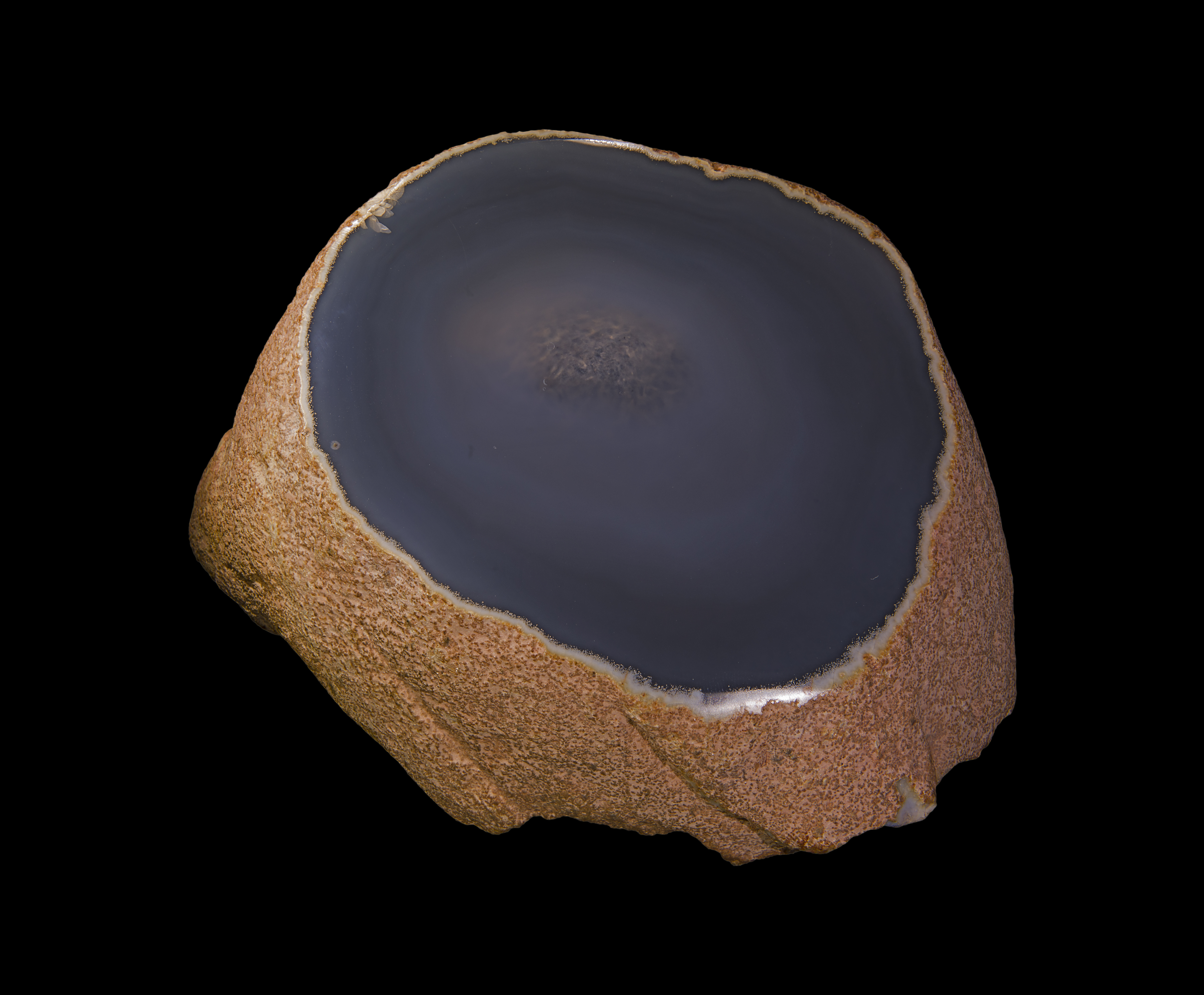
enhydros
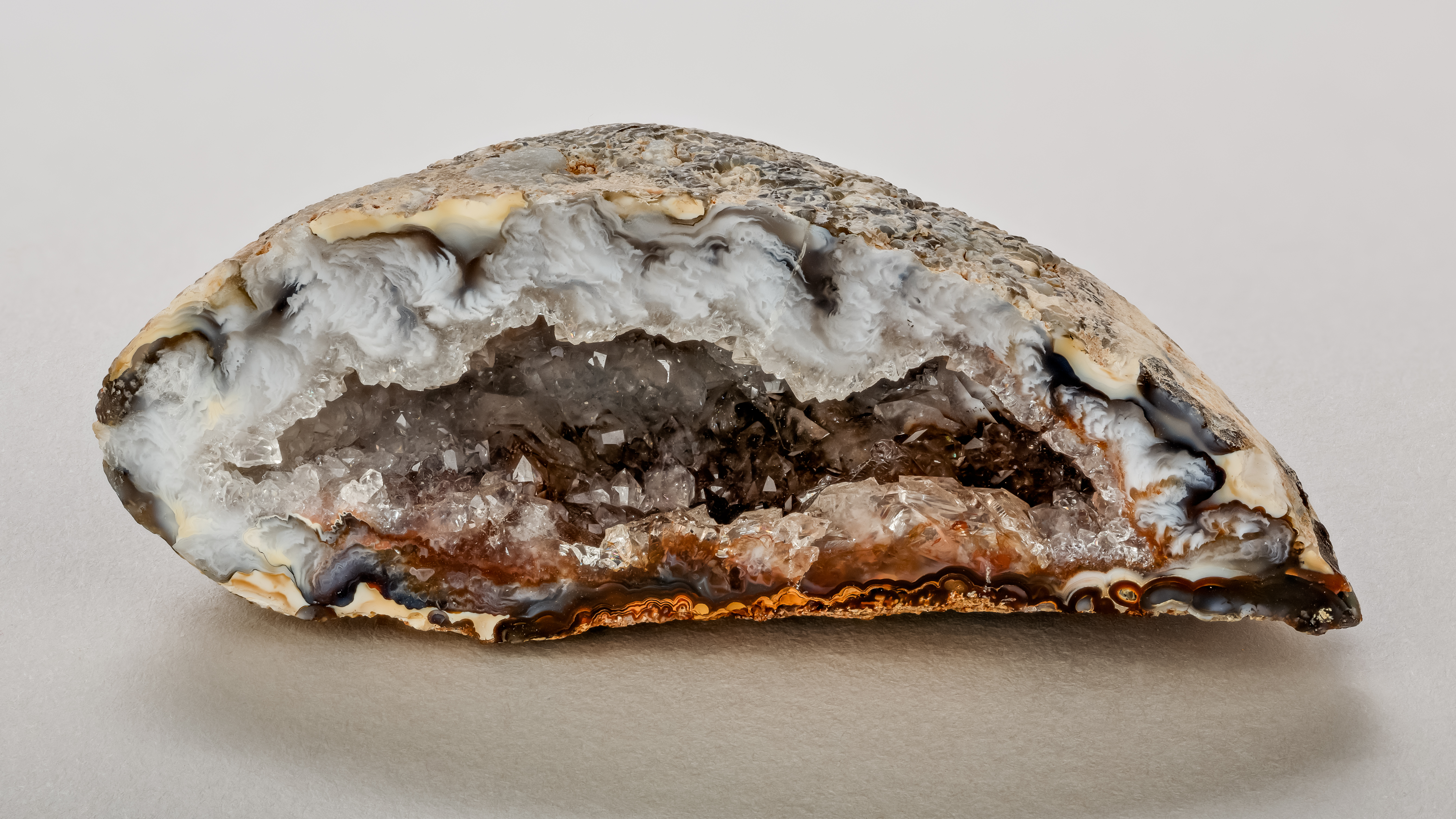
geoda agatowa z druzą